# Фридрих I фон Пфирт
Фридрих I фон Пфирт (на немски: Friedrich I von Pfirt, на френски: Frederic I de Ferrette; * ок. 1085; † ок. август 1160) от Дом Скарпон, е първият граф на Пфирт/Ферете-Монбеляр/Мьомпелгард-Алткирх (1105 – 1160) в Елзас.

## Живот
Той е син на граф Дитрих от Мусон († 1105), граф на Бар и Вердюн, и съпругата му Ерментруда Бургундска († 1105), наследничка на Графство Монбеляр, дъщеря на граф Вилхелм I от Бургундия († 1087) и Стефания де Лонгви († сл. 1088). Той е племенник на папа Каликст II († 1124). Брат е на Райналд I Еднооки († 1149), Дитрих II († 1163), Стефан († 1163), епископ на Мец (1120 – 1163).
След смъртта на баща му Фридрих I управлява графството първо заедно с брат си Дитрих. Наследството се поделя и той получава Ферет (Пфирт) и Алткирх.
През 1105 г. Фридрих прави големи дарения на манастир Клуни. През 1125 г. той е споменат за пръв път като comes de Ferretes (граф фон Пфирт).
През 1143 или 1144 г. той основава женския манастир Фелдбах в Зундгау.

## Фамилия
Първи брак: 1111 г. с Петриса фон Церинген (* ок. 1095; † ок. 1115/пр. 1116), дъщеря на херцог Бертхолд II фон Церинген († 1111) и принцеса Агнес фон Райнфелден († 1111), дъщеря на херцог Рудолф фон Райнфелден. Бракът е бездетен.
Втори брак: 1144 г. със Стефани дьо Водемонт († 4 декември 1160/1188) от фамилията Дом Шатеноа, дъщеря на граф Герхард фон Водемонт († 1108) и Хайлвиг фон Егисхайм († 1126), дъщеря на Герхард, граф на Егисхайм и Дагсбург, който е брат на папа Лъв IX. Стефани е сестра на Гизела, съпругата на брат му Райналд. Те имат един син:
- Лудвиг I фон Пфирт († 1180/1190 или 1193), граф на Пфирт ок. 1160, женен за Рихенца фон Хабсбург († декември 1180), дъщеря на Вернер II фон Хабсбург († 1167) и Ита фон Хембург, графиня фон Щаркенберг (в Тирол)